# Massimo Montanari
Massimo Montanari, né le 24 décembre 1949 à Imola, dans la province de Bologne, en Émilie-Romagne) est un historien italien, spécialiste de l'histoire de l'alimentation.

## Biographie
Massimo Montanari est considéré comme l'un des principaux spécialistes mondiaux de l'histoire de l'alimentation. Il enseigne l'histoire médiévale, l'histoire économique et sociale du Moyen Âge et l'histoire de l'alimentation à la Faculté de lettres et philosophie de l'université de Bologne et à l'université des sciences gastronomiques.
Il a consacré ses études à deux axes principaux de recherche, très liés entre eux : l'histoire agraire et l'histoire de l'alimentation, entendues comme voies d'accès préférentielles pour une reconstruction de la société médiévale dans son ensemble : structures économiques et sociales (rapports de travail, de pouvoir, de propriété), aspects concrets et matériels de la vie quotidienne, valeurs culturelles et mentalités. Dans le cadre de ses recherches, les plus remarquées ont été ses études sur l'histoire  de l'alimentation, incluant entre autres les plans de l'économie, des institutions et de la culture.

## Publications
- L'alimentazione contadina nell'alto Medioevo (Liguori 1979)
- Porci e porcari nel medioevo. Paesaggio. Economia. Alimentazione. Catalogo della mostra, San Marino di Bentivoglio, con Marina Baruzzi (CLUEB 1981)
- L'azienda curtense in Italia. Proprietà della terra e lavoro contadino nei secoli VIII-XI, con Bruno Andreolli (CLUEB 1983)
- Campagne medievali. Strutture produttive, rapporti di lavoro, sistemi alimentari (Einaudi 1984)
- Le campagne italiane prima e dopo il mille. Una società in trasformazione, con Bruno Andreolli e Vito Fumagalli (a cura di) (CLUEB 1985)
- Alimentazione e cultura nel Medioevo (Laterza 1988)
- Contadini e città tra «Longobardia» e «Romania» (Salimbeni 1988)
- Convivio. Storia e cultura dei piaceri della tavola dall'antichità al Medioevo (Laterza 1989)
- Nuovo convivio. Storia e cultura dei piaceri della tavola nell'età moderna (Laterza 1991)
- Convivio oggi. Storia e cultura dei piaceri della tavola nell'età contemporanea (Laterza 1992)
- La fame e l'abbondanza. Storia dell'alimentazione in Europa (Laterza 1993)
- Contadini di Romagna nel medioevo (CLUEB 1994)
- Il pentolino magico (Laterza 1995)
- Il bosco nel Medioevo, con Bruno Andreolli (a cura di) (CLUEB 1995)
- Storia dell'alimentazione, con Jean-Louis Flandrin (a cura di) (Laterza 1997)
- La cucina italiana. Storia di una cultura, con Alberto Capatti (Laterza 1999)
- Storia dell'Emilia-Romagna, con Maurizio Ridolfi e Renato Zangheri (a cura di) (Laterza 1999)
- Per Vito Fumagalli. Terra, uomini, istituzioni medievali, con Augusto Vasina (a cura di)(CLUEB 2000)
- Medievistica italiana e storia agraria. Risultati e prospettive di una stagione storiografica. (Atti del convegno di Montalcino, 12-14 dicembre 1997), con Alfio Cortonesi (a cura di) (CLUEB 2001)
- Il mondo in cucina. Storia, identità, scambi, (a cura di) (Laterza 2002)
- Storia medievale, con Giuseppe Albertoni, Tiziana Lazzari e Giuliano Milani (Laterza 2002)
- Imola, il comune, le piazze con Tiziana Lazzari (a cura di) (La Mandragora 2003)
- Atlante dell'alimentazione e della gastronomia: Risorse, scambi, consumi-Cucine, pasti, convivialità, con Françoise Sabban (a cura di) (UTET 2004)
- Bologna grassa. La costruzione di un mito (a cura di) (CLUEB 2004)
- Il cibo come cultura (Laterza 2004)
- Il formaggio con le pere. La storia in un proverbio (Laterza 2008)
- Il riposo della Polpetta  (Laterza 2009)
- Le manger comme culture (Bruxelles, Editions de l'Université de Bruxelles 2010)
- Les Contes de la table (Le Seuil 2016)